# شاه‌بلوط گل‌ریز
شاه‌بلوط گل‌ریز (نام علمی: Aesculus parviflora) نام یک گونه از سرده شاه‌بلوط است.